# Fortune and Men’s Eyes. New Poems with a Play
Fortune and Men’s Eyes. New Poems with a Play – tomik poetycki amerykańskiej autorki Josephine Preston Peabody, opublikowany w 1900 nakładem Houghton Mifflin Company, zawierający obok wierszy lirycznych tytułową jednoaktówkę. Tomik został opatrzony dedykacją: To my Mother’s presence and my Father’s memory (Obecności mojej matki i pamięci mojego ojca). Wśród liryków znalazły się utwory The Source, The Quiet, The Psyche in the Niche, I Shall Arise i The Knot.